# 崔賢
崔 賢（チェ・ヒョン、さいけん、최현、1907年4月8日 - 1982年4月9日）は、朝鮮民主主義人民共和国（北朝鮮）の軍人、政治家。人民武力部長（国防大臣）、国防委員会副委員長、朝鮮労働党政治局委員を歴任。朝鮮人民軍大将。

## 経歴
原籍は朝鮮咸鏡北道惠山郡人。原名は崔得權。中国吉林延吉地区琿春県生れ。1924年より抗日独立運動に参加し、逮捕・投獄される。1926年に無期徒刑の判決を受けるが、後に徒刑6年に減刑された。
1932年7月に釈放されると、抗日パルチザンとして延吉県太陽帽赤衛隊に入隊、名を「崔賢」として登録した。中国共産党に加入。
1933年1月、延吉抗日遊撃大隊第1中隊政治指導員に任命。1934年3月、東北人民革命軍第2軍独立師1団第1連政治指導員に任命。1935年末に第1連連長に任命。1936年、東北抗日聯軍第一路軍第2軍四師団第1団団長に任命。1937年5月、恵山署関内、上興慶水の高瀬組材木作業所を襲った。金品多数を略奪した上、主任の日本人1人、他に朝鮮人5人、中国人30人を拉致して対岸に逃げ延び、身代金を要求した。この上興慶水事件により、崔賢には、六師長の金日成と同じ一万円の賞金がかかったが、身代金を受け取った上で、逃げ延びた。
1939年7月、第一路軍第三方面軍第13団団長に任命。9月には第三方面軍参謀の朴得範と合流して関東軍の自動貨車部隊を襲い、大きな成果を上げている。
1941年1月中旬、ソ連領に越境し、南部のキャンプに駐屯。1942年8月、ソ連内の抗聯残存勢力を再編した後、ソ連軍極東戦線第88独立狙撃旅団（抗日聯軍教導旅）第1営第1連長に任命。
朝鮮解放後に帰国。1948年、内務省「38度線」警備旅旅長に任命。1950年6月の朝鮮戦争勃発時には内務省警備局第3旅長を務め、第2軍団隷下で参戦した。後に朝鮮人民軍第2師団師団長を務め、1950年11月の人民軍再編時には新設の第2軍団軍団長に任命され、東部地域で戦った。
休戦後の1956年、民族保衛副相（国防次官）に任命され、上将に昇格。同年4月の朝鮮労働党第3回党大会において中央委員に選出される。1958年4月から1962年9月、逓信相を務める。
1961年9月の第4回党大会において中央委員に再選出。1964年、党中央軍事委員会副委員長に選出。1966年10月12日、第2回党代表者会において党政治委員会委員に補選される。1968年12月、民族保衛相（国防大臣）に任命。人民軍大将に昇格。
1970年11月の第5回党大会において党政治委員会委員に再選出され、党内序列第5位となる。1972年12月、最高人民会議第5期第1回会議において新憲法が採択された後、12月28日に人民武力部長、中央人民委員会委員および国防委員会副委員長に選出。1976年5月、人民武力部長を解任され、国防委員会副委員長の専任となる。
1980年10月の第6回党大会において党政治局委員、党軍事委員会委員に選出されるが、序列第7位に降格した。1982年4月9日、病死。

## 人物
- 兪成哲は第88旅団時代の崔賢について、満州で長い間金日成とパルチザン活動をしたためタメ口を交わす仲だった。正式な教育を受けていなかったが、常識は豊富で、中国語が流暢でソ連共産党史を隊員に教育していた[11]。
- 朱栄福によれば、学識不足と鈍重な人柄のために、やや出世が遅れた[12]。1947年頃、第1師団第3連隊長当時、師団会議や連隊長の学習時間になると、机にうつむき、いびきをかいて寝込んでいたことで有名だった[12]。
- 呂政が崔賢から聞いた話によれば、家は貧乏でいくら忙しく働いても暮らしはよくならなかった[13]。金持ちの家から牛を盗んでいたが、それがばれて延吉監獄に入れられることになった[13]。囚人の中には共産党員も居て、「農民から搾り取って腹太らしている奴らを打倒する」というのが気に入り、以後彼らと行動を共にした[14]。
- 歩兵連隊長として満浦鎮に駐屯していた頃、必要な木材を近くの製材工場から勝手に持ち出して使い捲っていた[15]。生産量が決められている工場では頭痛の種で、堪忍袋の緒が切れた工場の支配人は木材の持ち出しを拒否したが、崔賢は怯むどころか罵り、さらに支配人が抗議すると拳銃で射殺してしまった[15]。事件は中央に報告され大問題となり、事態収拾に乗り出した金日成は電話で平壌に戻って来いというと、崔賢は「あんな野郎一人殺したくらいで、俺が戻る戻らないの騒ぎかよ」と言い返した[15]。
- 軍団長熱誠者大会で「ヒョンミョンチョク（革命的）キョンガクソンウル（警覚性を）ノッピミョ（高め）」の件を「ヒョンミョン チョクキョン カクソンウル」と読んでしまったことから、崔賢が報告する会議のたびに、政治部は報告文を十六切紙に拳大の字で書いてやり、それでも心配で報告文を書いた者を崔賢の隣に座らせたりした[16]。崔賢は報告文を読みながら、わからないところが出てくると、適当に誤魔化したり、横にいる者に「おい、これはどういう意味なんだ」「書いてくれるならもっとはっきり書いてくれ」など堂々と聞いたりした[16]。
- 「犬が穴掘って出来た餓鬼」「指で鼻をなすって出来た餓鬼」といった朝鮮語辞典にないような独特な語彙を自由自在に駆使した[16]。
- 1957年3月21日、検閲のため第27師団のある連隊に出向いて兵舎に入った。兵士の1人に困っていることがないか尋ね、最初は連隊長の視線で黙っていたが、崔賢が重ねて聞くので、夜寒くてなかなか眠ることができないと答えた。崔賢は問いただし、連隊長が、民族保衛相の命令で3月16日から火を入れてはならないと答えると「この野郎！民族保衛相の命令だと。御託を並べやがって、兵士が寒いって言うなら、寒くねぇようにしてやりゃいいじゃねぇか。おまえは家に帰って女房抱いて寝てるから寒くねぇんだろうが。すぐに火を入れてやれ」と命じた[16]。
- 金日成と私的に自由に話すことができる唯一の人物だった[17]。8月宗派事件で金日成を擁護したため、金日成は感謝の意を込めて「忠臣」と呼んだ[17]。金日成の後継者問題では、金正日を擁立し、拳銃を持ち歩いて金平日を支持する人々を脅迫した[17]。
- 金日成について呂政にこのように語っていた[14]。

- アメリカ極東軍情報部の資料によれば、彼の態度は厳しく横柄でギャングのようだった[18]。無学に近いが、とても鋭敏で頭の回転が速い[18]。仕事に対して途方もなく大きい能力を持つ[18]。部下を最大限に生かすために恐怖の鞭打ちを使い、徹底的で労を惜しまないことによって、軍事知識の欠如を補っている[18]。崔は、ゲリラ戦術の一部の陽動、奇襲、型破りな戦いに重点を置く[18]。彼は戦闘指揮官としての立派な評判と記録があり、軍団長の中で最も有能と検討され、良い戦術家として評価されている[18]。軍事知識の欠如とは別にプレッシャーにより取り乱す傾向にあるという欠点がある[18]。

## 家族
崔竜海 - 息子。朝鮮民主主義人民共和国の政治家、軍人。若くして金正恩体制の有力幹部として目にされ、現時点で朝鮮労働党中央委員会政治局常務委員、同党中央軍事委員会委員、朝鮮民主主義人民共和国国務委員会第1副委員長、最高人民会議常任委員会委員長などの要職を務め、序列2位の地位を固めている。

## 顕彰
1948年12月21日、第二級勲章を授与。

## 著書
- 『革命の道にて』平壌、1963年 （朝鮮語）

## 関連記事
- 崔賢級駆逐艦---北朝鮮が2024年進水させた新型ミサイル駆逐艦